# Вільгельм Август Рідер
Вільгельм Август Рідер (нім. Wilhelm August Rieder; 30 жовтня 1796, Обердьоблінг — 8 вересня 1880, Відень) — австрійський художник.

## Біографія
Другий з чотирьох синів Амброса Рідера, шкільного вчителя, майстра капели та композитора понад 500 творів, здебільшого духовної музики. Мешкав в Обердеблінзі, де отримав початкову освіту, потім переїхав до Відня, щоб продовжити навчання.
Почав навчатися музики в батька, але у віці шістнадцяти років його відправили до Відня на навчання в Академію образотворчих мистецтв, де він був учнем Губерта Маурера.
Франц Крістоф Артманн, державний секретар уряду Нижньої Австрії, взяв його під свою опіку, забезпечивши його їжею й помешканням протягом п'яти років, і заплатив за навчання, що дозволило йому закінчити навчання в 1825 році.
В Академії він подружився з Францом Шубертом, якому регулярно позичав своє фортепіано. Для Шуберта він створив у 1825 році один з найвідоміших портретів композитора, який зображений в окулярах, сидячи на стільці. Цей портрет, за твердженням Моріца фон Швінда, є також найкращим портретом Шуберта.
Після смерті Шуберта в 1828 році він послабив контакти з спільними друзями.
З 1857 по 1878 рр. — куратор галереї Бельведер у Відні.

## Твори

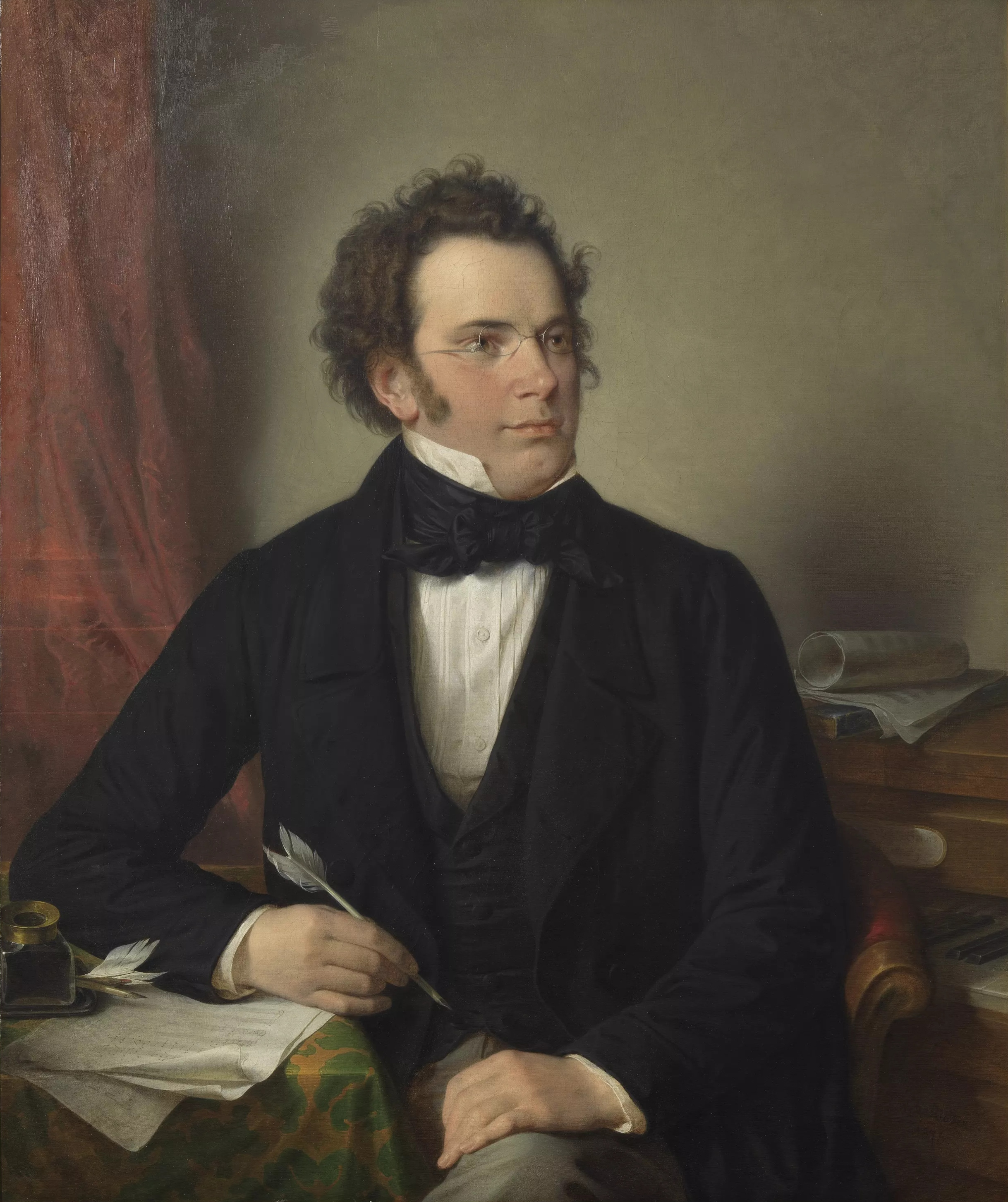
Портрет Франца Шуберта
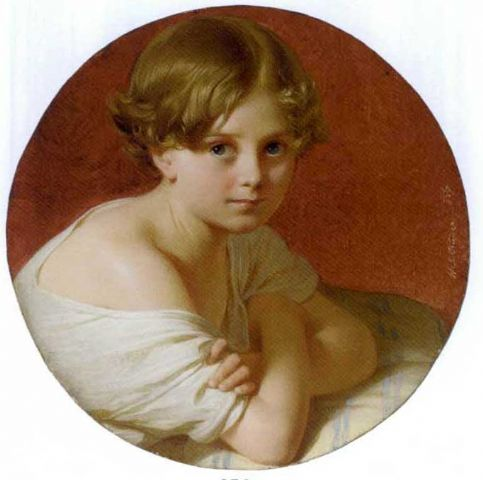
Портрет дитини
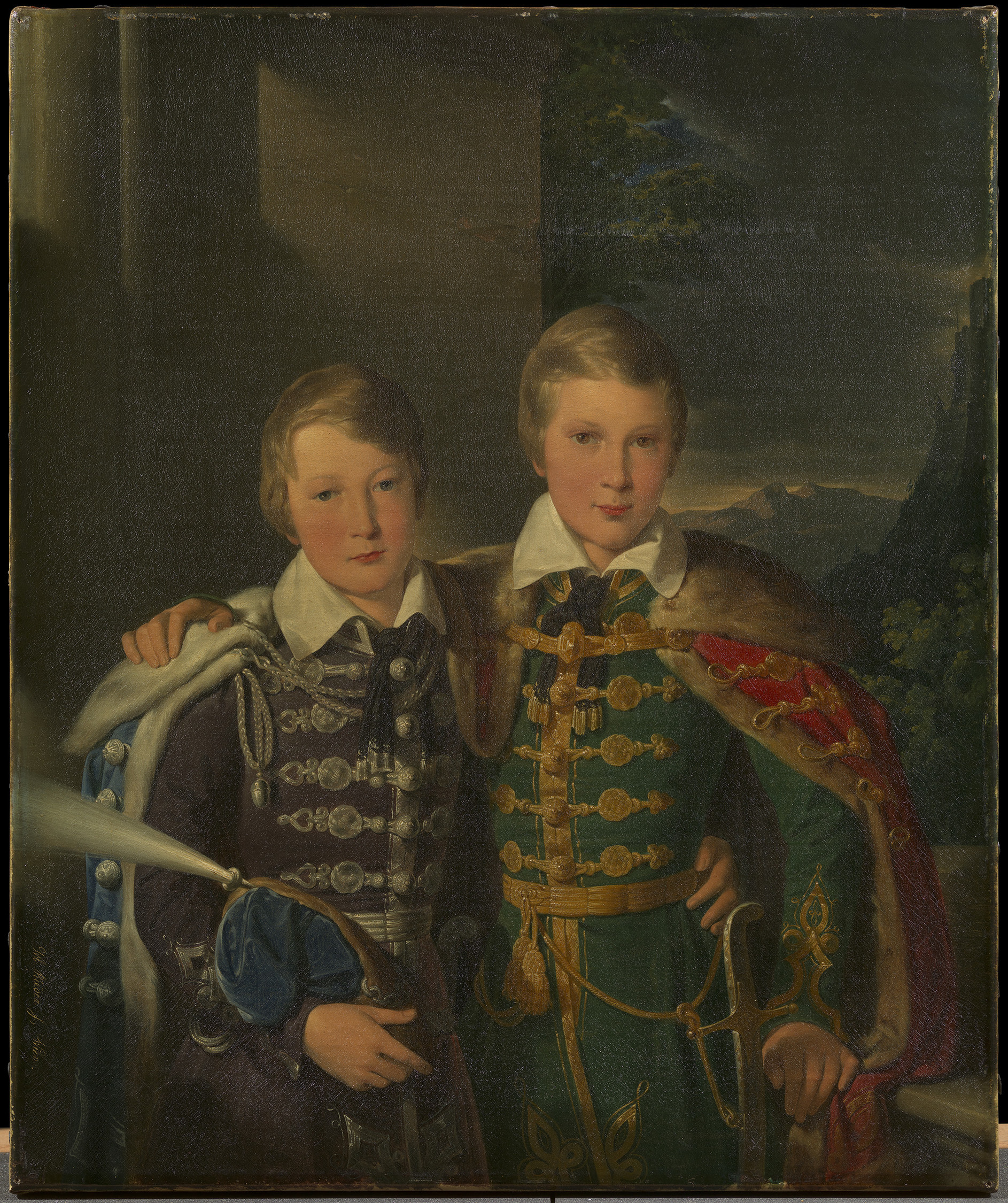
Портрет принців Фердинанда й Августа Саксен-Кобург-Готських
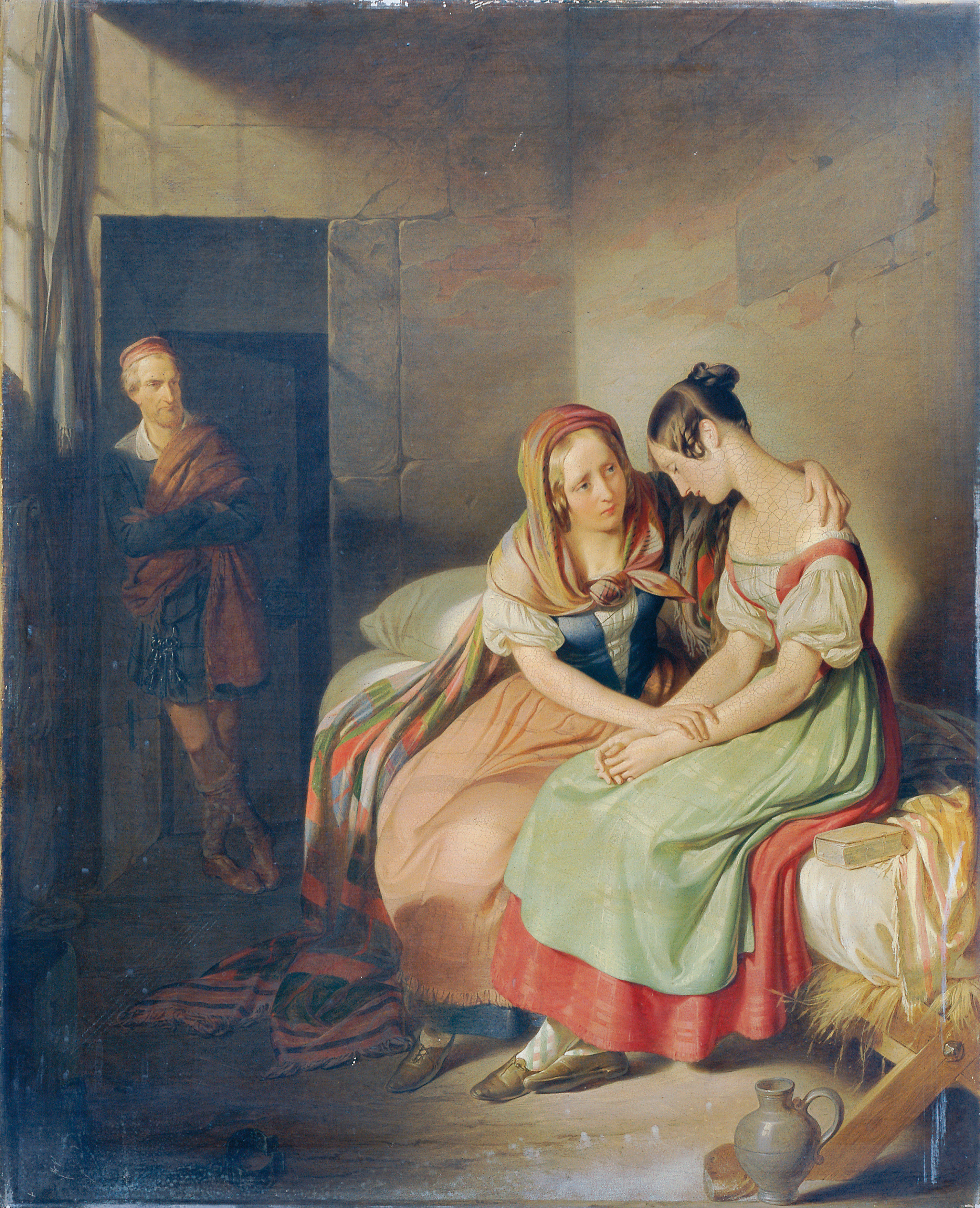
Единбурзька темниця
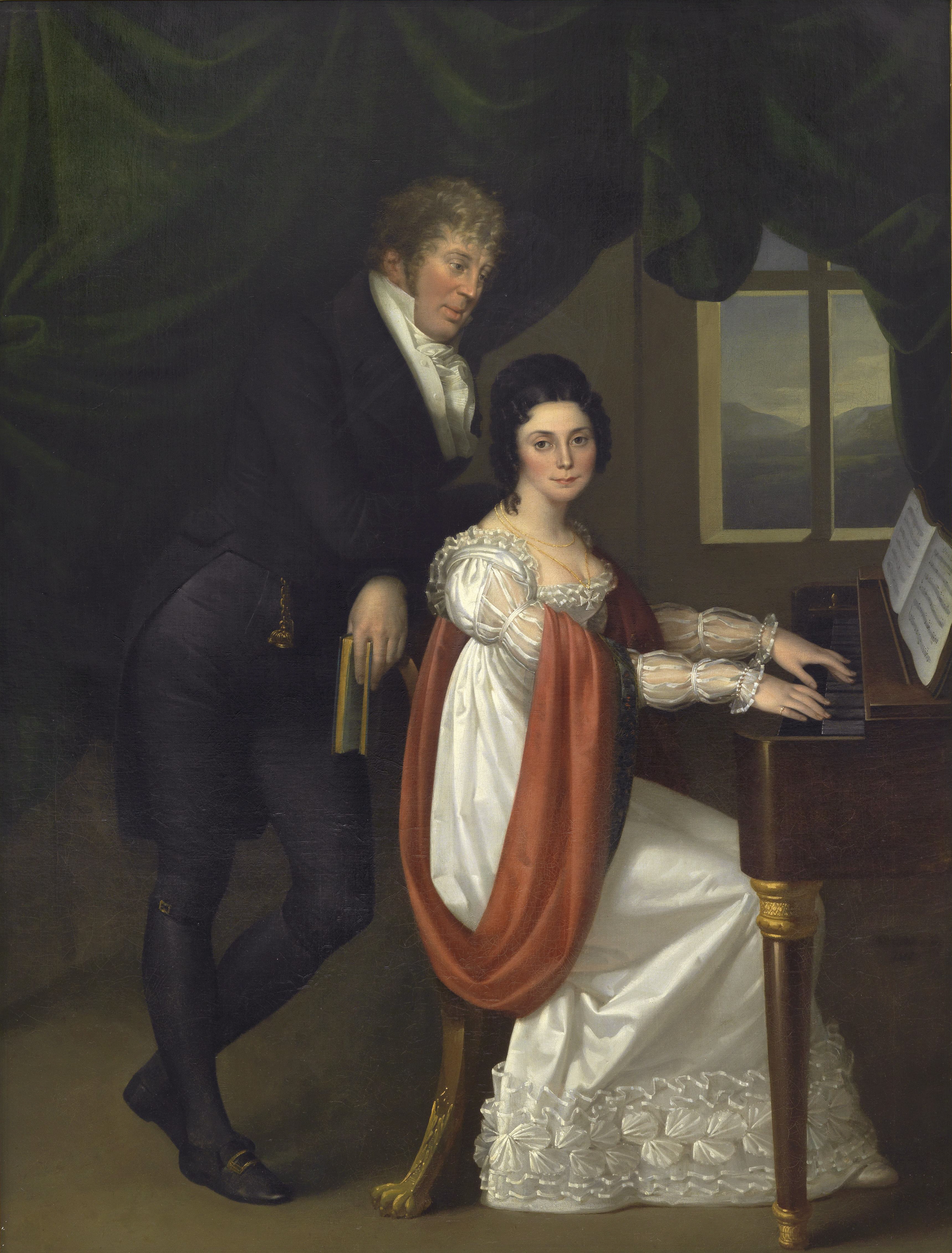
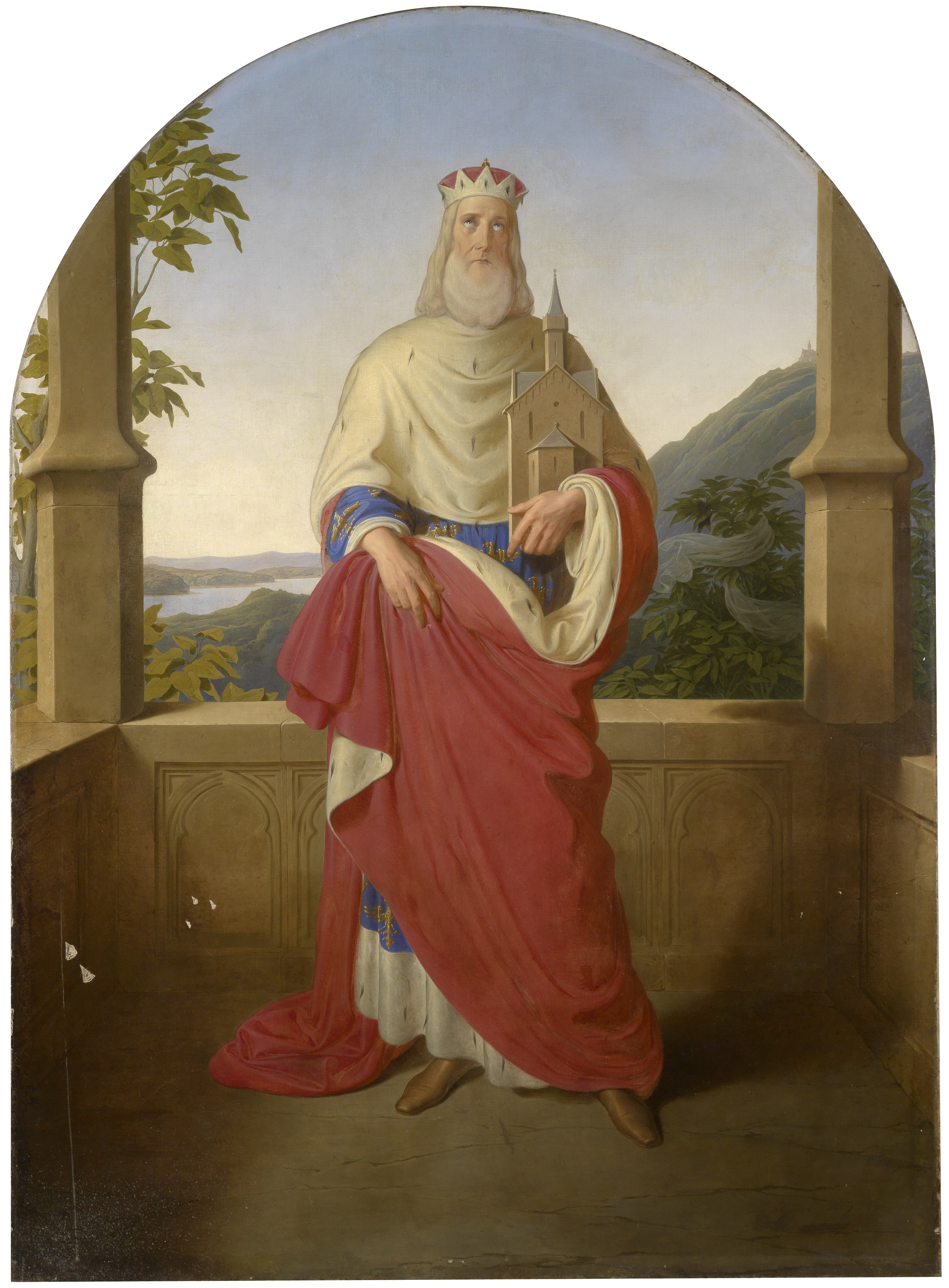
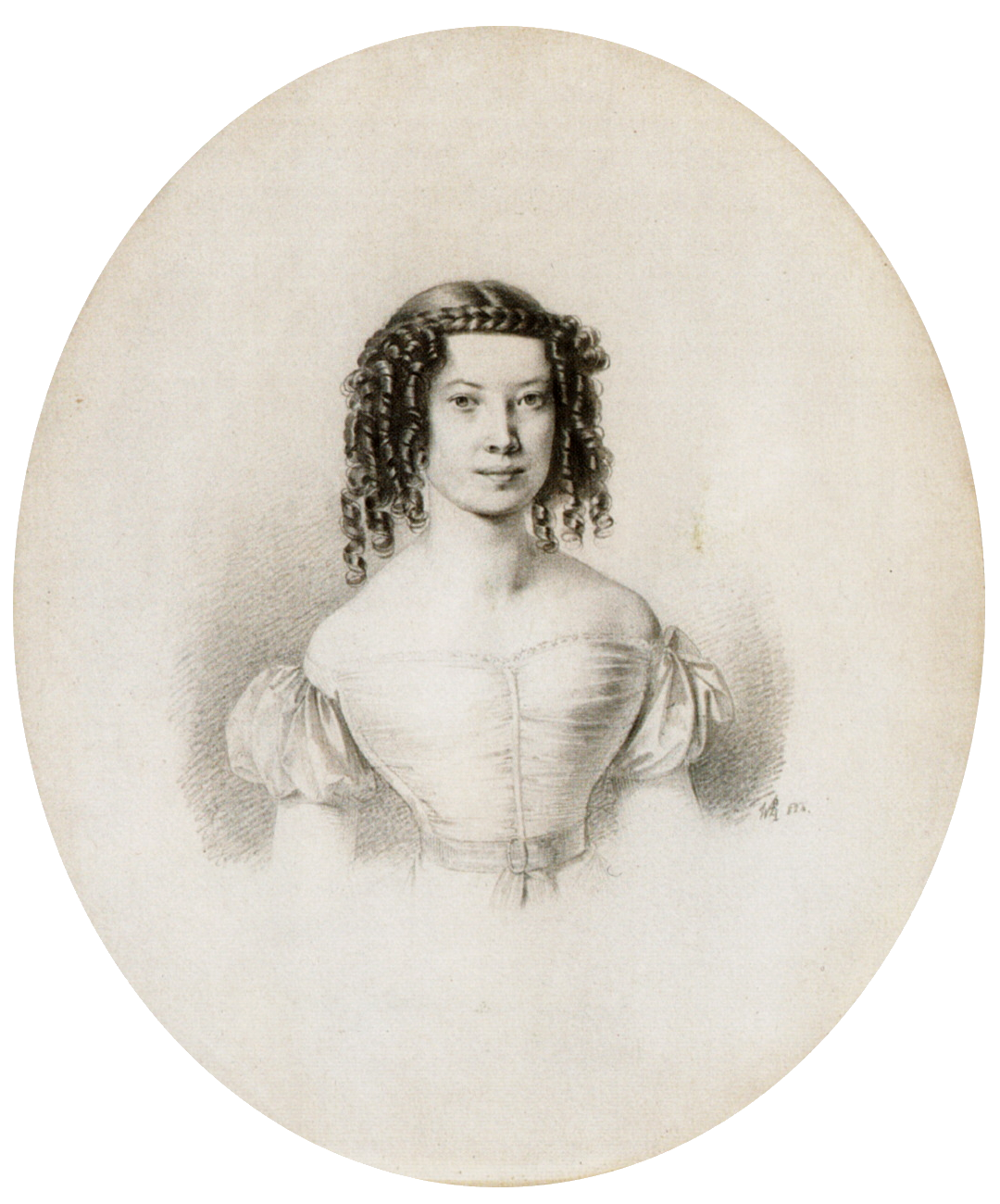
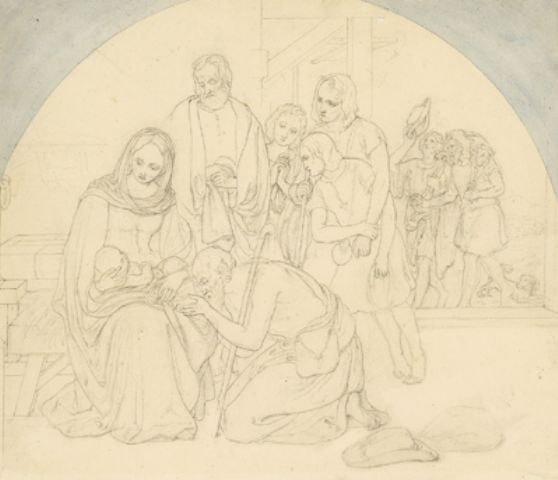